# Saint-Hugues-de-Chartreuse
Saint-Hugues-de-Chartreuse is een dorpje in de Franse gemeente Saint-Pierre-de-Chartreuse, departement Isère, regio Auvergne-Rhône-Alpes. Het ligt 3 kilometer zuidelijk van de plaats Saint-Pierre-de-Chartreuse.
Het dorp is vooral bekend van zijn kerk. In deze kerk zijn veel kunstwerken van de Franse kunstenaar Arcabas te zien, die hij voor de kerk maakte in de periode 1953-1991. De werken zijn door de schilder aan het departement Isère geschonken en de kerk doet sindsdien dienst als Museum van de hedendaagse religieuze kunst.
In de winter is er een klein skigebied met 62 kilometer aan pistes.